# Abolfazl Anvari
Abolfazl Anvari (in persiano ابوالفضل انورى‎; Saveh, 9 febbraio 1939 – 14 febbraio 2018) è stato un lottatore iraniano.
Ha partecipato ai Giochi di Città del Messico 1968 e di Monaco di Baviera 1972, gareggiando nella categoria dei Pesi massimi.
Nel suo curriculum anche 1 bronzo ai Giochi Asiatici del 1970.